# Simon Novellanus

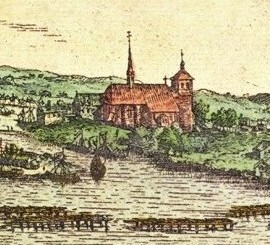
Riddarholmskyrkan från bokverket Civitates orbis terrarum.

Simon Novellanus var en tysk tecknare och kopparstickare verksam i slutet av 1500-talet.
Tillsammans med kopparstickaren Franz Hogenberg medarbetade han med kopparstick till Georg Brauns stora bildverk Civitates orbis terrarum som utgavs 1572–1618. Novellanus har där återgivit bilder från ett halvt dussin svenska städer samt danska Uranienborg på Ven. Det är oklart om Novellanus besökte Sverige för att själv rita av städerna eller om de fick sig tillsända skisser att arbeta efter. Bilderna som framställdes för originalutgåvan har sedan efteravbildats otaliga gånger i andra böcker. Novellanus är representerad vid bland annat Göteborgs konstmuseum.